# René Franěk
René Franěk (* 21. listopadu 1961 Praha) je český podnikatel, zakladatel a ředitel zoologické zahrady Chleby. V letech 1998 až 2006 byl zastupitelem obce Chleby na Nymbursku.

## Život
Dětství a mládí prožil v Praze. Je ženatý, má 5 dětí. Mluví anglicky a rusky. V mládí úspěšně přelezl údolní stěnu na Kapelníka v Českém Ráji.[zdroj⁠?!] Vystudoval Stavební fakultu Českého vysokého učení technického Praha a mimořádně studoval zoologii na Univerzitě Karlově. Věnoval se charitě a odvážel do dětských domovů s belgickými chovateli humanitární pomoc.[zdroj⁠?!] Dne 17. listopadu 1989 se na Národní třídě účastnil Sametové revoluce.[zdroj⁠?!] Byl přitom zbit policií.[zdroj⁠?!] V roce 1992 se na pozvání Akademie věd Dálného východu zúčastnil několika expedic a vědecké práce na výzkumu chování tetřeva skalního (tetrao parvirostris) a na pozvání Sichote-Alinské rezervace provedl výzkum biologie tetřívka sibiřského (tetrao falcipenis).[zdroj⁠?!]
Dne 5. června 1997 založil první středočeskou zoologickou zahradu, která se v roce 2022 umístila na desátém místě mezi nejnavštěvovanějším turistickými cíli kraje. Je členem honoris causa ve WPA (World pheasans orrganisacion), EARAZA (Euroasijske Asociace Zoo a Akvárií) a (Unie českých a slovenských zoologických zahrad).[zdroj⁠?!] Jako první na světě úspěšně odchoval tetřivka kavkazskeho (tetrao mlokosiewiczi), se svou ZOO byl také prvním v Evropě při úspěšném odchovu Koroptve pouštní (ammoperdix griseogularis). V rámci ČR je držitelem hned několik prvních odchovů včetně opice Langur duk (Pygamethrix nemeaus), čímž vyhrál v soutěži o nejlepší odchov roku či odchov Zoborožce nosorožčiho (buceros rhinoceros).

## Politické působení
V komunálních volbách v roce 1998 byl zvolen jako člen ODS a lídr kandidátky zastupitelem obce Chleby. Mandát zastupitele obce pak obhájil ve volbách v roce 2002 opět jako lídr kandidátky ODS. Kandidoval také ve volbách v roce 2006, avšak na posledním místě kandidátky a post zastupitele tak neobhájil. Ve volbách v letech 2010, 2014 a 2018 již nekandidoval.
V roce 2008 proslul vybojováním si mikrofonu na ideové konferenci ODS, aby zkritizoval plán podpořit přijetí Lisabonské smlouvy. Na 23. kongresu ODS v roce 2012 zkritizoval směřování strany pod vedením Petra Nečase a neexistenci sebereflexe.
V roce 2018 označil vévodkyni ze Sussexu Meghan Markle, s níž se oženil britský princ Harry, za cikánku. Následně jej k omluvě vyzval předseda ODS Petr Fiala s tím, že pokud tak neučiní, nebude už Franěk nadále členem ODS. Franěk se později za svůj výrok omluvil, podle jeho slov šlo o nepovedený pokus o vtip. Svůj výrok zpětně označil za nemístný.

### Senátní volby 2022
V roce 2022 byl nominován nymburskou oblastní radou ODS jako kandidát ve volbách do Senátu PČR pro obvod č. 37 – Jičín. Splnil vypsané podmínky pro nominaci na základě primárních voleb, ale vedení ODS nakonec od těchto pravidel upustilo a rozhodlo o spolunominaci Tomáše Czernina. Proti tomuto se ohradila jak nymburská oblastní rada, tak také celá regionální rada ODS pro Královéhradecký kraj. Kandidaturu Reného Fraňka ve volbách 2022 nakonec umožnila nominace strany Svobodní. Do druhého kola volby však nepostoupil, když se se ziskem 11,44 % hlasů umístil na 4. místě, zatímco Tomáš Czernin do druhého kola voleb z 1. místa s 29 % hlasů postoupil.